# Dolichopus occultus
Dolichopus occultus är en tvåvingeart som beskrevs av Becker 1917. Dolichopus occultus ingår i släktet Dolichopus och familjen styltflugor. Arten har ej påträffats i Sverige. Inga underarter finns listade i Catalogue of Life.